# Jungle Speed
Jungle Speed (engl. für "Dschungelgeschwindigkeit") ist ein von Pierric Yakovenko und Thomas Vuarchex entwickeltes Karten- und Reaktionsspiel, welches 1997 bei Asmodée erschien.

## Spielweise
Das Spiel enthält 80 quadratische Karten und einen Totem, der abhängig von der Version aus Holz oder Kunststoff besteht. Außerdem wird ein kleines Stoffsäckchen zur Aufbewahrung mitgeliefert.

### Ablauf
Die Karten werden gemischt und gleichmäßig an die Spieler verteilt, der Totem wird so in der Tischmitte platziert, dass er für alle Spieler gut erreichbar ist. Der Reihe nach decken die Spieler eine Karte auf und legen diese offen auf ihren Ablagestapel, dabei dürfen sie nur eine Hand benutzen. Wenn zwei Karten dasselbe Symbol (unabhängig von der Farbe) zeigen, versuchen diese beiden Spieler den Totem als erstes zu greifen. Der Verlierer muss seine Ablagekarten und die seines Gegners sowie eventuell unter dem Totem abgelegte Karten (s. u.) aufnehmen und unter seinen Nachziehstapel legen. Bei mehreren Verlierern müssen diese die Karten untereinander aufteilen. Greift man hingegen fälschlicherweise nach dem Totem, muss man die Ablage aller Spieler aufnehmen. Der Verlierer führt das Spiel fort, indem er eine neue Karte aufdeckt. Darüber hinaus gibt es mehrere Spezialkarten, die diese Regeln modifizieren:
- 4 nach innen zeigende Pfeile: Alle Spieler müssen sofort nach dem Totem greifen. Der Gewinner legt seine Karten unter das Totem
- 4 farbige, nach innen zeigende Pfeile: Statt dem Symbol zählt nun die Übereinstimmung der Farbe der Karte, bis ein Duell ausgelöst wurde, der Totem gegriffen wurde oder eine neue Spezialkarte aufgedeckt wird
- 4 nach außen zeigende Pfeile: Alle Spieler müssen gleichzeitig eine Karte aufdecken. Wenn dadurch kein Duell ausgelöst wird, muss der Spieler eine neue Karte aufdecken

Werden mehrere Duelle gleichzeitig gestartet, wird nur das von der Person ausgeführt, die als erstes das Totem greift. Alle weiteren Duelle verfallen.
Das Spiel endet, wenn ein Spieler seine letzte(n) Karte(n) bei einem Duell verloren hat. In diesem Fall hat er gewonnen.
Für drei Spieler wird empfohlen, die farbigen Pfeilkarten auszusortieren, bei zwei Spielern soll jeder Spieler mit einer Hand an einem eigenen Stapel spielen.

## Erweiterungen & Versionen
Für Jungle Speed ist eine Vielzahl an Versionen und Erweiterungen erschienen. Diese Auswahl beschränkt sich auf die noch bei Asmodée verfügbaren Varianten.

### Die Erweiterung
In dieser Erweiterung sind 80 neue Karten mit neuen Symbolen enthalten. Dadurch ist die Unterscheidung der Symbole zusätzlich erschwert, außerdem sind 2 neue Spezialkarten enthalten:
- 4 Hände: Die Spieler müssen versuchen, ihre Hände auf dem Totem zu platzieren, ohne dass dieser umfällt. Gelingt dies, darf der Spieler, der seine Hand als Unterstes hat, seinen Ablagestapel unter das Totem platzieren. Fällt der Totem um, muss der Schuldige (sofern die Schuldfrage geklärt werden kann) alle aufgedeckten Karten nehmen.
- 4 nach rechts gerichtete Pfeile: Anstatt seine oberste Karte muss man die seinen linken Nachbars beachten. Die Karte bleibt solange aktiv, bis ein Duell ausgetragen wird, der Totem umfällt oder eine andere Aktionskarte aufgedeckt wird. Mehrere Karten dieser Art addieren sich.[1]

### Jungle Speed Safari
Diese Version ist speziell an Kinder ab 5 Jahre gerichtet. Die Karten sind mit verschiedenen Tieren bedruckt und es gibt 5 Totem, auf denen typische Nahrung der Tiere abgebildet ist. Jeder Spieler hat einen Wertungsstapel, auf den gewonnene Karten abgelegt werden oder von dem Karten als Strafe abgegeben werden müssen. Wenn ein sogenanntes hungriges Tier aufgedeckt wird, müssen alle Spieler nach dem entsprechenden Nahrungstotem greifen. Bei einem wütenden Tier muss dieses pantomimisch nachgeahmt werden, bei einem Chamäleon muss entweder der Totem oder ein Gegenstand mit der Farbe des Tieres berührt werden (je nach vorher vereinbarter Regelversion). Wenn ein Spieler einen Jäger aufdeckt, muss er versuchen, den Wertungsstapel eines Mitspielers zu berühren, bevor dieser ihn verdecken kann.

### Jungle Speed – Big Box
Die Big Box enthält das Grundspiel in einer besonders üppigen Variante mit 120 Karten. Somit kann es mit bis zu 10 Spielern gespielt werden.

### Jungle Speed – Revolution
Bei Revolution ist zusätzlich zu dem im Grundspiel enthaltenen Material eine elektronische Basis enthalten, welche zufällig Befehle abspielt. Diese müssen dann ausgeführt werden. Dies kann sein, dass das Totem (unter speziellen Bedingungen) gegriffen werden muss oder eine Regel das Spiel modifiziert.

### Jungle Speed für die Wii
2009 erschien bei Nintendo eine Version des Spieles für die Wii.